# Хьюз, Джоан
Джоан Лили Амелия Хьюз MBE (англ. Joan Lily Amelia Hughes; 27 апреля 1918, Вест Хэм, Лондон — 16 августа 1993, Сомерсет) — британская женщина-авиатор, самая молодая лётчица Великобритании.

## Биография
Уроженка округа Вест Хэм, Лондон. Начала заниматься пилотированием самолётов в 15 лет, в возрасте 17 лет стала самой молодой лётчицей Великобритании. В 1940 году после начала Второй мировой вступила во Вспомогательную службу воздушного транспорта, за годы войны пробыла за штурвалами разных самолётов более 600 часов. Стала единственной женщиной-пилотом, управлявшей всеми типами военной авиации в годы Второй мировой, начиная от маленьких разведывательных самолётов и заканчивая тяжёлыми бомбардировщиками типа Short Stirling. Дослужилась до должности старшего пилота (командира), что эквивалентно званию капитана группы в британских ВВС и полковника сухопутных войск.
После войны Хьюз продолжила карьеру пилота, используя свои способности уже на поприще инструктора. О ней была написана статья «The Eagle Special Investigator Meets Joan Mills in 'Special Investigator Flies Solo» Макдональда Хастингса из книги «Eagle Special Investigator» Майкла Джозефа. В 1960-е годы она работала инструктором в Airways Aero Association на аэродромах Уайт-Уолтем и Букер. В начале 1964 года её назначили пилотом реконструированного моноплана Santos-Dumont Demoiselle, который появился в фильме «Воздушные приключения» 1965 года, позднее она управляла несколькими самолётами времён Первой мировой для съёмок фильма «Голубой Макс» 1966 года и бипланом Tiger Moth для документального фильма «Thunderbird 6» 1968 года.
В отставку она вышла в 1985 году, налетав в общей сложности 11 800 часов. В 1946 году награждена орденом Британской империи за свою помощь во время войны.